# نادي سيدات الاتحاد
نادي سيدات الاتحاد هو نادي كرة قدم نسائي مقره في عمان، الأردن. يلعب النادي في الدوري الأردني للسيدات للمحترفين، وهو أعلى مستوى لكرة القدم النسائية الأردنية.

## تاريخه
تأسس النادي في الأصل عام 2018 تحت اسم أكاديمية 6 يارد لكرة القدم، بهدف رعاية المواهب الشابة في الرياضة. في يوليو 2019 تولى المدرب البرازيلي جويل كورنيلي منصب مدير الأكاديمية، مع ستيفاني النبر وهبة فخر الدين كمدربين مساعدين. بعد عامين، حقق النادي لقب الدرجة الأولى في مشاركته الأولى، مما ضمن له الصعود إلى دوري كرة القدم للسيدات الأردني، وتمت إعادة تسميته بنادي الاتحاد عام 2022.
في يوليو 2023، انتقل كورنيلي لتدريب الفريق الأول خلال الجولة النهائية، خلفًا للمدرب اللبناني وائل غرز الدين. وفي النهاية، حصدوا اللقب الأول في الدوري، وحصلوا على مقعد في دوري أبطال آسيا للسيدات 2024-25 الافتتاحي وبطولة أندية غرب آسيا للسيدات.

## الألقاب

### الالقاب المحلية
- الدوري الأردني لكرة القدم للسيدات[5]
  - الأبطال (1) : 2023,[6] 2024 [7]

## الفريق الحالي
آخر تحديث 18 سبتمبر 2024.
ملاحظة: تشير الأعلام إلى المنتخب بحسب قواعد الأهلية المعتمدة من قبل الفيفا؛ تنطبق بعض الاستثناءات المحدودة. وقد يحمل اللاعبون أكثر من جنسية لا تعترف بها الفيفا.
| الرقم | البلد   | المركز | اللاعب         |
| ----- | ------- | ------ | -------------- |
|       | الأردن  | مدافع  | أسيل مراد      |
|       | الأردن  | وسط    | إيناس الجماعين |
|       | الأردن  | مدافع  | العنود إيهاب   |
|       | الجزائر | مهاجم  | نعيمة بوهني    |
|       | الأردن  | وسط    | تسنيم اسليم    |
|       | الأردن  | مدافع  | تقى إيهاب      |
|       | الأردن  | وسط    | جنان الصاحب    |
|       | الأردن  | مهاجم  | جنى معتوق      |
|       | الأردن  | وسط    | حلا بدوي       |
|       | الجزائر | مدافع  | حورية عفاق     |
|       | الأردن  | وسط    | روزبهان فريج   |
|       | الجزائر | وسط    | زينب قندوسي    |
|       | الأردن  | وسط    | زينة حازم      |

| الرقم | البلد  | المركز | اللاعب                 |
| ----- | ------ | ------ | ---------------------- |
|       | الأردن | حارس   | Sajida Issa            |
|       | الأردن | حارس   | Sereen Ihraibi         |
|       | الأردن | حارس   | شيرين الشلبي (captain) |
|       | الأردن | وسط    | كندا التيتي            |
|       | الأردن | مدافع  | لانا فراس              |
|       | الأردن | وسط    | لامار الشلبي           |
|       | الأردن | مهاجم  | لين البطوش             |
|       | الأردن | وسط    | لينا الصاحب            |
|       | الأردن | مهاجم  | ميساء جبارة            |
|       | الأردن | وسط    | نور احمد               |
|       | الأردن | حارس   | ملك شنك                |